# Kräsuli
Kräsuli (szw.: Gräsö) – mała estońska wyspa położona pomiędzy półwyspem Viimsi a wyspą Aegna. Administracyjnie należy do gminy Viimsi w Prowincji Harju (razem z wyspami Naissaar, Äksi i Keri).

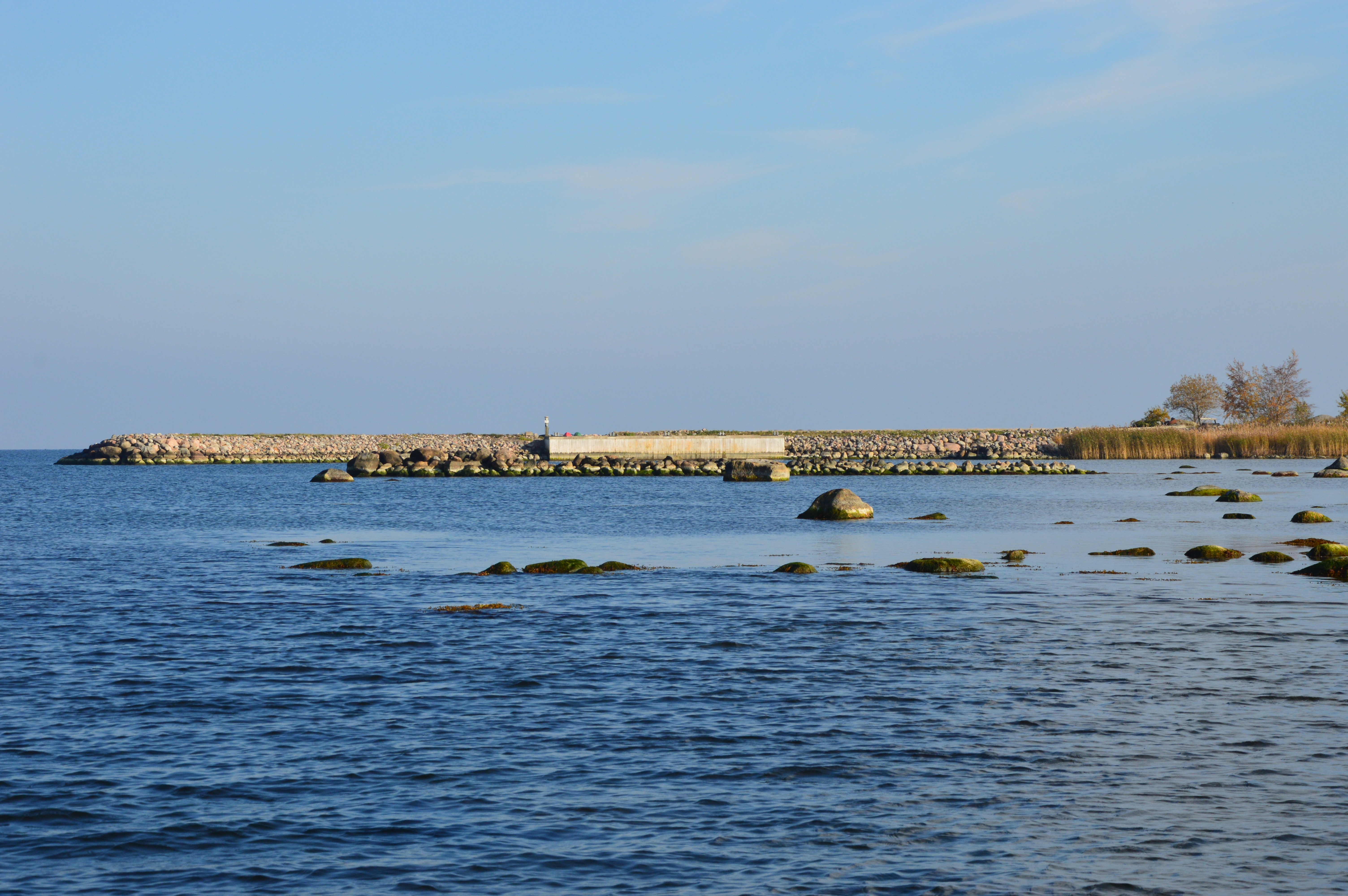
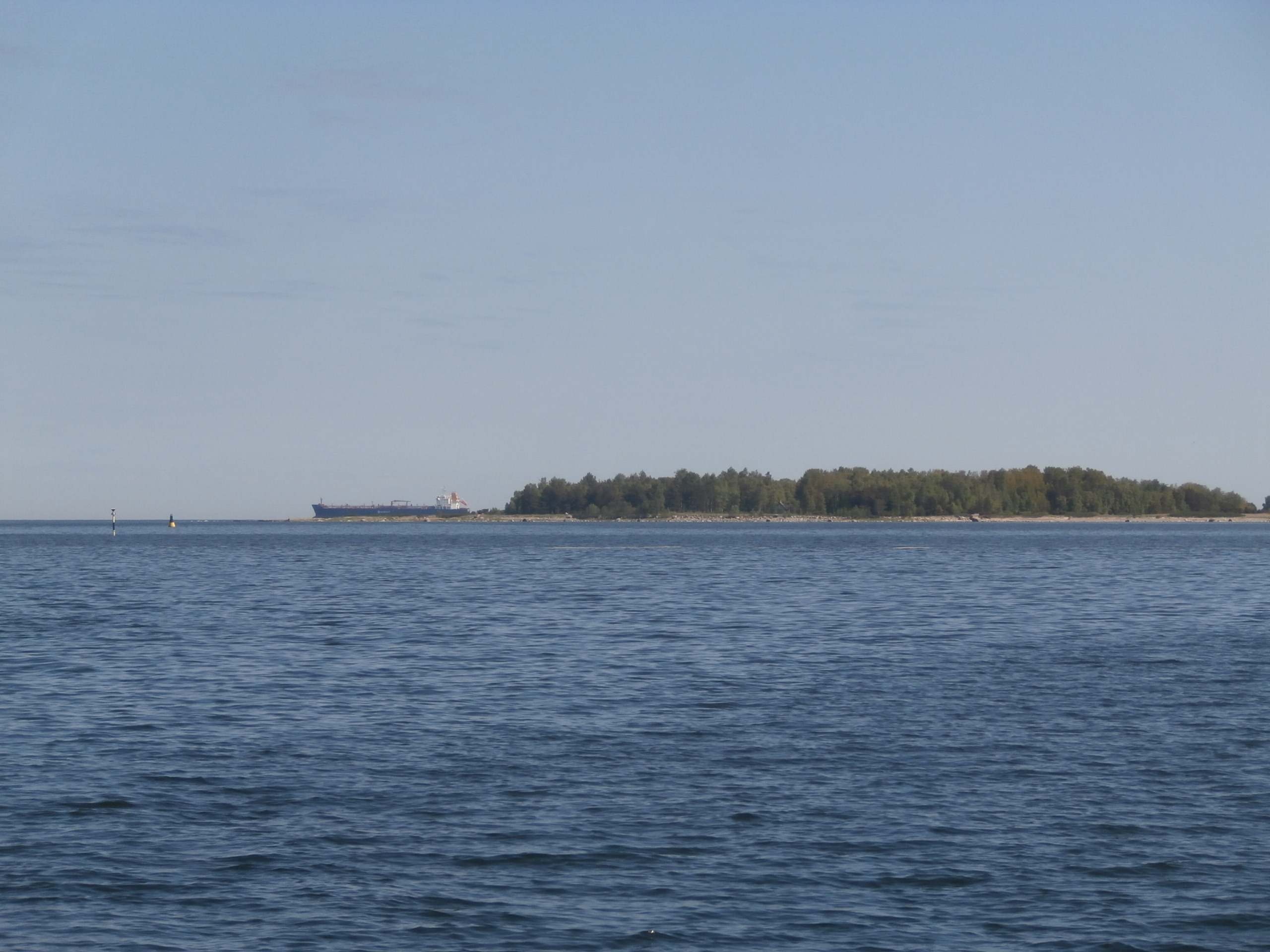
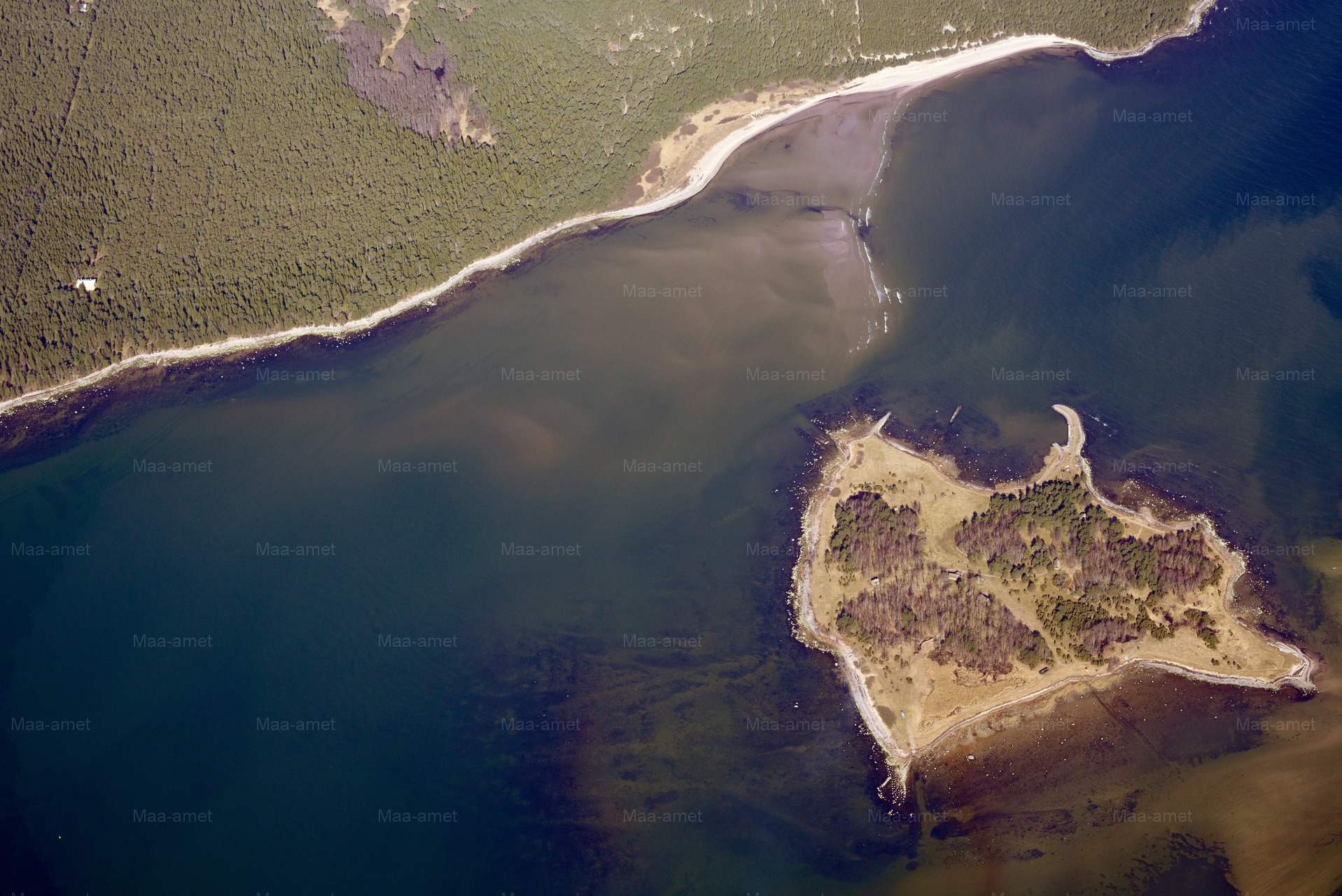